# Olney (Maryland)
Olney – jednostka osadnicza w Stanach Zjednoczonych, w stanie Maryland, w hrabstwie Montgomery.
Urodziła się tutaj Alexandra Holston, amerykańska siatkarka.